# Coppa Sabatini 1968
La Coppa Sabatini 1968, diciassettesima edizione della corsa, si svolse il 6 ottobre 1968 su un percorso di 236 km. La vittoria fu appannaggio dell'italiano Franco Bitossi, che completò il percorso in 6h32'00", precedendo i connazionali Wladimiro Panizza e Renato Laghi.

## Ordine d'arrivo (Top 10)
| Pos. | Corridore           | Squadra        | Tempo    |
| ---- | ------------------- | -------------- | -------- |
| 1    | Franco Bitossi      | Filotex        | 6h32'00" |
| 2    | Wladimiro Panizza   | Pepsi Cola     | s.t.     |
| 3    | Renato Laghi        | Germanvox-Wega | s.t.     |
| 4    | Graziano Battistini | Pepsi Cola     | s.t.     |
| 5    | Attilio Benfatto    | Kelvinator     | s.t.     |
| 6    | Flaviano Vicentini  | Filotex        | a 0'20"  |
| 7    | Giuseppe Grassi     | Filotex        | a 8'20"  |
| 8    | Claudio Michelotto  | Max Meyer      | s.t.     |
| 9    | Luigi Sgarbozza     | Max Meyer      | a 12'20" |
| 10   | Adriano Passuello   | Filotex        | s.t.     |